# 林恵子
林 恵子（はやし けいこ、1973年7月19日 - ）は、福岡県を拠点に活動する日本のフリーアナウンサー。夫は元プロ野球選手の松中信彦。

## 来歴
山口県厚狭郡山陽町（現・山陽小野田市）出身。早稲田大学政治経済学部卒業。
大学を卒業後、1997年4月に静岡放送 (SBS) に入社。同期に元同局アナウンサーの田村浩子がいる。
1999年3月に静岡放送を退社。同年4月にセント・フォース所属のフリーアナウンサーとなり、以後しばらくは関東地方を拠点に活動していた。なお同期の田村も、後に静岡放送を退社してセント・フォース所属のフリーアナウンサーになっている。
2000年12月、当時、福岡ダイエーホークス（後の福岡ソフトバンクホークス）の内野手であった松中と結婚。その後、2001年に第一子を、2007年に第二子を、2011年に第三子を出産した（すべて男児）。
活動拠点を福岡県へ移してからは、テレビ西日本の番組でキャスターを務める傍ら、福岡の企業コマーシャルにも出演するなどローカルタレント的な活動もしている。

## 担当番組

### 静岡放送
- うわさのワイド（ラジオ）[5]
- らじおの王様（ラジオ）[5]
- さわやかワイド 青木輝のハッピーTODAY![4]
- SNOW JAM '98[4]

### フリー転向後
- エクスプレス（TBS） - スポーツキャスター
- ももち報道K宣言!（テレビ西日本）
- 土曜NEWSファイル CUBE（テレビ西日本）

## 出演CM
- フランソア - 2004年から2005年頃[いつ?]に放送。
- 西部ガス - 夫婦で共演。現在[いつ?]放送中。